# Ted-Jan Bloemen
Ted-Jan Bloemen (Leiderdorp, Países Bajos, 16 de agosto de 1986) es un deportista canadiense de origen neerlandés que compite en patinaje de velocidad sobre hielo.
Participó en dos Juegos Olímpicos de Invierno, obteniendo dos medallas en Pyeongchang 2018, oro en los 10 000 m y plata en los 5000 m, y el quinto lugar en Pekín 2022 (persecución por equipo).
Ganó ocho medallas en el Campeonato Mundial de Patinaje de Velocidad sobre Hielo en Distancia Individual entre los años 2015 y 2024.

## Palmarés internacional
| Juegos Olímpicos                           | Juegos Olímpicos                | Juegos Olímpicos  | Juegos Olímpicos        |
| Año                                        | Lugar                           | Medalla           | Prueba                  |
| ------------------------------------------ | ------------------------------- | ----------------- | ----------------------- |
| 2018                                       | Pyeongchang (Corea del Sur)     | Medalla de oro    | 10 000 m                |
| 2018                                       | Pyeongchang (Corea del Sur)     | Medalla de plata  | 5000 m                  |
| Campeonato Mundial en Distancia Individual |                                 |                   |                         |
| Año                                        | Lugar                           | Medalla           | Prueba                  |
| 2015                                       | Heerenveen (Países Bajos)       | Medalla de plata  | Persecución por equipos |
| 2016                                       | Kolomna (Rusia)                 | Medalla de plata  | 10 000 m                |
| 2016                                       | Kolomna (Rusia)                 | Medalla de bronce | Persecución por equipos |
| 2020                                       | Salt Lake City (Estados Unidos) | Medalla de oro    | 5000 m                  |
| 2020                                       | Salt Lake City (Estados Unidos) | Medalla de plata  | 10 000 m                |
| 2021                                       | Heerenveen (Países Bajos)       | Medalla de plata  | Persecución por equipos |
| 2023                                       | Heerenveen (Países Bajos)       | Medalla de bronce | 10 000 m                |
| 2024                                       | Calgary (Canadá)                | Medalla de plata  | 10 000 m                |